# 北海道道423号西春別停車場線

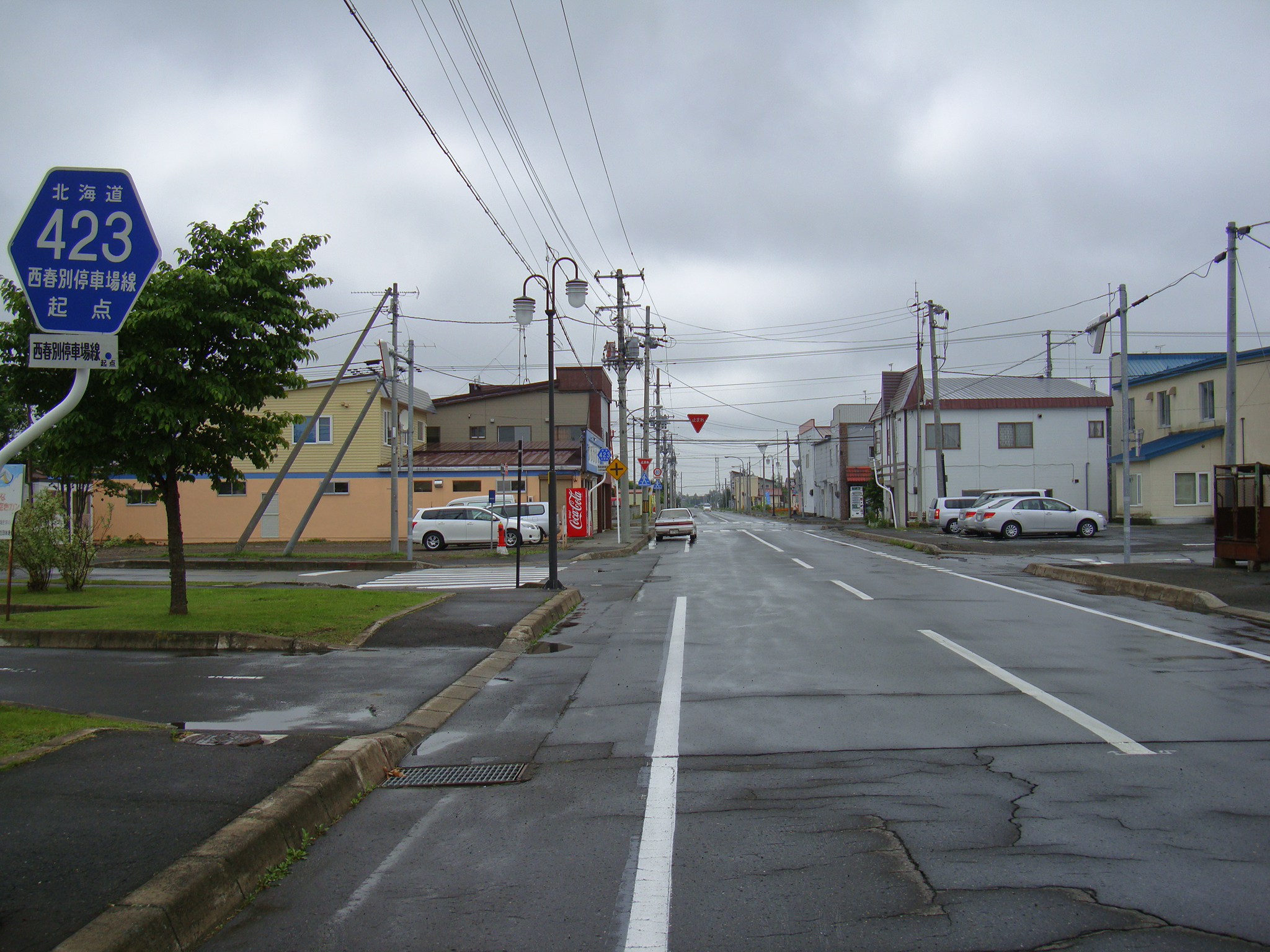
単独区間全景

北海道道423号西春別停車場線（ほっかいどうどう423ごう にししゅんべつていしゃじょうせん）は、北海道野付郡別海町を結ぶ一般道道である。

## 概要

### 路線データ
- 起点：北海道野付郡別海町西春別駅前寿町（旧JR北海道 標津線 西春別駅）
- 終点：北海道野付郡別海町西春別駅前栄町（国道243号交点）
- 総距離：0.5 km

## 歴史
- 1961年（昭和36年）3月31日 - 路線認定[1]。

## 路線状況

### 重複区間
別海町
- 西春別駅前寿町 - 西春別駅前錦町（北海道道957号大成西春別線）

## 地理

### 通過する自治体
- 根室振興局
  - 野付郡別海町

### 主な接続道路
別海町
- 北海道道957号大成西春別線 - 西春別駅前寿町、西春別駅前錦町
- 国道243号 - 西春別駅前栄町（終点）